# Кочин, Владимир Анатольевич
Владимир Анатольевич Кочин (род. 12 апреля 1965, Череповец, Вологодская область) — советский и российский хоккеист, нападающий.

## Биография
С восьми лет начал тренироваться на стадионе «Алмаз» в группе Бориса Середкина. В 6 или 7 классе оказался в спецклассе у Вячеслава Дубровина в 12-й школе. Там познакомился с будущими партнёрами по тройке нападения Игорем Петровым и Игорем Старковским.
Бо́льшую часть карьеры — 18 сезонов (1981/82 — 1983/84, 1986/87 — 2000/01) — провёл в составе череповецкого клуба «Металлург» / «Северсталь». На время армейской службы играл в фарм-клубе ленинградского СКА «Звезда» Оленегорск. В январе 2001 перешёл в СКА, где по окончании сезона и завершил карьеру.
На турнире на призы газеты «Известия» 1993 года провёл пять матчей в составе олимпийской (второй) сборной России, занявшей второе место.
В сезонах 2007/08 — 2018/19 работал детским тренером в «Северстали». Первый тренер Бучневича Павла.
Сын Константин (род. 1987) играл в низших российских лигах, сын Олег (род. 1995) — игрок-любитель, судья.